# Batalha da ordem de batalha de Guadalcanal
Guadalcanal Ordem de Batalha é uma lista das importantes unidades de terra que lutou na Batalha de Guadalcanal entre 7 de agosto de 1942 e 9 de fevereiro de 1943.

## Lado japonês
Em 10 de agosto de 1942, o 17.º Exército imperial japonês, sob o Tenente-General Harukichi Hyakutake, assumiu o comando dos esforços japoneses para retomar Guadalcanal. O General chegou à ilha para tomar o comando direto no dia 10 de outubro.
- 2ª Divisão de Infantaria1
  - 4º Regimento de Infantaria
  - 16º Regimento de Infantaria
  - 29 Regimento de Infantaria
  - 2º Regimento de Artilharia de
  - 2º Batalhão de Engenharia
- 38ª Divisão de Infantaria2
  - 228th Regimento de Infantaria
  - 229th Regimento de Infantaria
  - 230th Regimento de Infantaria
  - 38ª Montanha Arma Regimento
  - 38º Batalhão de Engenharia
- 35ª Brigada de3
  - 124º Regimento de Infantaria
  - Kitao Batalhão/Ichiki Desapego
  - 4º Regimento de Artilharia
  - 10ª de Montanha Arma Batalhão
  - 20 de Montanha Arma Batalhão
- 28 Regimento de Infantaria4
- 11 Unidade de Construção5
- 13 Unidade de Construção5

1. O Sendai divisão de chegar entre 5 de setembro e 4 de outubro, sob o comando do Tenente-General Masao Maruyama.
2. O empobrecido 38ª divisão chegou a 5 a 15 de novembro, sob o comando do Tenente-General Tadayoshi Sano.
3. A 35ª Brigada chegou 29 de agosto e 5 de setembro, sob o comando do Major-General Kiyotaki Kawaguchi. É incluída uma tardias batalhão de 28 Regimento de Infantaria.
4. O Ichiki desapego chegou de 18 a 24 de agosto.
5. Estas unidades chegaram em Guadalcanal 6 de julho de começar a construção de uma pista de pouso.

## Lado dos Estados Unidos
A força de desembarque dos EUA em Guadalcanal foi sob o comando da Marinha, o Major-General Alexander Archer Vandegrift. Em 8 de dezembro, ele foi substituído pelo Exército, Major-General Alexander McCarrell Patch, que assumiu o comando dos EUA XIV do Exército no dia 2 de janeiro.

### Fuzileiros navais
- 1ª Divisão de fuzileiros1 MG Alexandre A. Vandegrift
  - 1º Regimento de Marinha: COL Clifton B. Cates
  - 5º Regimento de Marinha: COL Leroy P. Hunt (21 de Setembro); COL Merritt A. Edson
  - 7º Regimento de Marinha: o CORONEL James W. Webb (20 de Setembro); COL Amor L. Sims
  - 11º Regimento de Marinha: COL Pedro del Valle
  - 1º de Anfíbios Trator Batalhão LTCOL Walter W. Barr:
  - 1º da Aviação Batalhão de Engenharia MAJ Thomas F. Riley:
  - 1º Batalhão Pioneiro: MAJ James G. Frazer (25 de Outubro); MAJ Henry H. Crockett
  - 1º Batalhão de Médicos: CMDR Não S. Knowlton, USN
  - 1º de Armas Especiais do Batalhão: MAJ Robert B. Luckey (6 de Outubro); MAJ Richard W. Wallace
  - 1º Batalhão de tanques: MAJ Harvey S. Walseth
- Outras unidades de Marinha
  - 3º Batalhão de Defesa (desembarcou 7 de agosto de 1942): COL Robert H. Pimenta
  - 1º Batalhão de pára-Quedas:2 MAJ Charles A. Miller (18 de Setembro); o CAPITÃO Harry Torgerson (19-26 de Setembro); MAJ Robert H. Williams (de 27 de Setembro)
  - 1º do Incursor do Batalhão: COL Merritt A. Edson (21 de Setembro); LTCOL Samuel B. Griffith (22-27 de Setembro)
- 2ª Divisão de Marinha3 VERSO Alphonse DeCarre
  - 2º Regimento de Marinha: COL João M. Arthur
  - 6º Regimento de Marinha: COL Gilder D. Jackson Jr.
  - 8º Regimento de Marinha: COL Richard H. Jeschke
  - 10º Regimento de Marinha: o CORONEL Thomas E. Bourke
  - 2º Anfíbios Trator Batalhão MAJ Henry C. Drewes:
  - 9º Batalhão de Defesa (desembarcou em dezembro de 1942): COL David R. Nimmer
  - 2º do Incursor do Batalhão: LTCOL Evans F. Carlson
  - 2º Armas Especiais do Batalhão: LTCOL Paul D. Sherman
  - 2º Batalhão de tanques: MAJ Alexandre B. Swenceski

1. A 1ª Divisão de fuzileiros foi comandada pelo Major-General Alexander Archer Vandegrift. A maioria da divisão chegou em Guadalcanal, 7 de agosto. 2º Batalhão de 5 de Fuzileiros navais e elementos do 1º Batalhão Pioneiro chegou mais tarde, em agosto. 7 de Fuzileiros navais e do 1º batalhão de 11 de Fuzileiros chegaram a 18 de setembro. A divisão começou a retirada da ilha de 12 de dezembro.
2. Chegou a 8 de setembro; partiu 18 de setembro.
3. 2º Fuzileiros navais foram anexadas à 1ª Divisão de fuzileiros para o primeiro pouso em 7 de agosto, embora o 1º e 3º batalhões foram inicialmente empregadas em Tulagi e Gavutu-Tanambogo ilhas. Todo o regimento, foi em Guadalcanal em novembro. Em 4 de novembro a 8 de Fuzileiros navais de desembarque, e o resto da divisão, seguido em dezembro. A divisão ficou sob o comando do Brigadeiro-General charles Carre.

### Exército
- 25ª Divisão de Infantaria1
  - 27 Regimento de Infantaria
  - 35º Regimento de Infantaria
  - 161st Regimento de Infantaria (Washington Guarda Nacional)
  - 8º Batalhão de Artilharia de Campo
  - 64º Batalhão de Artilharia de Campo
  - 89 o Batalhão de Artilharia de Campo
  - 90 Batalhão de Artilharia de Campo
  - 65 de Engenharia de Combate-Batalhão de
- Americal Divisão2
  - 132nd Regimento de Infantaria (Illinois Guarda Nacional)
  - 164º Regimento de Infantaria (Dakota do Norte Guarda Nacional)
  - 182ª Regimento de Infantaria (Massachusetts Guarda Nacional)
  - 221st Batalhão de Artilharia de Campo
  - 245th Batalhão de Artilharia de Campo
  - 246th Batalhão de Artilharia de Campo
  - 247th Batalhão de Artilharia de Campo
  - 57 Engenharia de Combate-Batalhão de
- 147th Regimento de Infantaria (Separado) (Ohio Guarda Nacional)3
- 97ª Batalhão de Artilharia de Campo
- 214 de Artilharia de Costa (Estados Unidos)
- 244th Regimento de Artilharia de Costa

1. O 25 de divisão chegou até 4 de janeiro de 1943, sob o comando do Major-General Joseph Lawton Collins.
2. 164º chegou a 13 de outubro; a 182ª em 12 de novembro, e a divisão de HQ e 132nd em 8 de dezembro. A divisão estava sob o comando do Major-General Alexander McCarrell Patch.
3. Chegou a 4 De Novembro.